# Roy McGowan
Roy MGowan (ur. 21 listopada 1939 w Newtownards) – irlandzki strzelec, olimpijczyk. 
Reprezentował Irlandię na igrzyskach olimpijskich w 1984 roku (Los Angeles). Startował w trapie, w którym zajął 53. pozycję.

## Wyniki olimpijskie
| Igrzyska | Konkurencja | Wynik       | Miejsce | Źródło |
| -------- | ----------- | ----------- | ------- | ------ |
| IO 1984  | Trap        | 169 punktów | 53      | [ 2 ]  |